# Drosophila peruensis (artgrupp)
Drosophila peruensis är en artgrupp inom släktet Drosophila och undersläktet Drosophila. Artgruppen består av sex arter i den neotropiska regionen.

## Arter inom artgruppen
- Drosophila boraceia
- Drosophila itacorubi
- Drosophila paraitacorubi
- Drosophila pauliceia
- Drosophila peruensis
- Drosophila peruviana